# OFKポレト1926ブロド
OFKポレト1926ブロド（OFK Polet 1926 Brod）は、ボスニア・ヘルツェゴビナのスルプスカ共和国ブロドをホームタウンとするサッカークラブである。2011年に解散したFKポレト・ブロド (FK Polet Brod) の後継クラブである。

## 歴史
前身のFKポレト・ブロドは1947-48シーズンにレプブリチュカ・リーガ（共和国リーグ）に参加、1955-56シーズンから約30年間はクロアチアサッカー連盟のリーグシステムに参加したが、1980年代半ばにボスニア・ヘルツェゴビナサッカー連盟に復帰してレギオナルナ・リーガ（地域リーグ）とレプブリチュカ・リーガの北地域に参加した。
プルヴァ・リーガRS創立時のオリジナルメンバーとなり、3シーズン所属した。初年度の1995-96シーズンに西地域で5位の成績を残した。1996年3月16日に行われた第1節のボラツ・シャマツ戦の開始8分にP.コスタディノヴィッチがプルヴァ・リーガRSの歴史における初得点を記録、チームも2-0で勝利した。1996-97シーズンに西地域で6位になり、1リーグ制に変更された1997-98シーズンはルダル・プリイェドル、ムラドスト・ロガティツァと同勝ち点でシーズンを終えたが、当該チーム間の成績により16位となり、15位のムラドスト・ロガティツァ、17位のスロガ・ドボイ、18位のジェリェズニチャル・スルプスコ・サラエヴォと共にドルガ・リーガRSに降格した。 
2000-01シーズンからプルヴァ・リーガRSに3シーズン所属、その後は2010-11シーズンにレギオナルナ・リーガRS・中央地域で最下位に終わり解散するまでドルガ・リーガRSとレギオナルナ・リーガRSで過ごした。解散後、ポレト・ブロドの伝統を受け継ぐクラブとしてOFKポレト1926ブロド (OFK Polet 1926 Brod) が誕生した。
2018-19シーズンはドルガ・リーガRS・西地域で16チーム中15位に終わり、最下位のオズレン・ペトロヴォと共に降格した。

## 獲得タイトル
- ドルガ・リーガRS：1回
  - 1999-2000

## 歴代所属選手
- エディン・ムイチン 1986-1991